# 布利斯號驅逐艦 (DD-122)
布利斯號驅逐艦（舷號DD-122）是一艘美國海軍建造的驅逐艦，為維克斯級驅逐艦的48號艦。它是美軍第一艘以布利斯為名的軍艦，以紀念美國內戰時期的陸軍少將傑特·布利斯（Kidder Randolph Breese）。
布利斯號在1917年於紐波特紐斯造船廠開始建造，在1918年下水服役，其時第一次世界大戰已即將結束。戰後布利斯號分別在大西洋及太平洋執勤，於1922年退役。1931年布利斯號重新服役，並改裝為佈雷艇，調到太平洋服役，直到1937年再次退役。第二次世界大戰爆發後，布利斯號再次服役，並調到珍珠港。日本偷襲珍珠港時，布利斯號亦在港內，並擊沉了一艘日本袖珍潛艇。稍後布利斯號參與太平洋戰爭多場戰役，包括所羅門群島戰役、新畿內亞戰役、吉爾伯特及馬紹爾群島戰役、雷伊泰島戰役、仁牙因灣戰役、硫磺島戰役及沖繩戰役。戰後布利斯號到中國東海及朝鮮半島外海掃雷，在1946年退役除籍，並出售拆解。
布利斯號在第二次世界大戰共獲10枚戰鬥之星。